# Любовь-морковь 3
«Любо́вь-морко́вь 3» — российский комедийный художественный фильм, поставленный режиссёром Сергеем Гинзбургом. Продолжение истории семьи Голубевых, начатой в предыдущих фильмах «Любовь-морковь» и «Любовь-морковь 2». В России фильм вышел в прокат 3 марта 2011 года.
В ролях родителей главных героев картины снялись народные артисты России Лия Ахеджакова и Владимир Меньшов. Самих главных героев сыграли прежние актёры: Кристина Орбакайте и Гоша Куценко. Для исполнителя роли доктора Когана Михаила Козакова этот фильм стал последним.
«Любовь-морковь 3» получила в целом негативный приём критиков, которые раскритиковали однотипный сюжет и неубедительную игру актёров.

## В ролях
- Гоша Куценко — Андрей Владимирович Голубев
- Кристина Орбакайте — Марина Николаевна Голубева
- Андрей Ургант — Нерон (Власов Олег Львович)
- Денис Парамонов — Глеб Голубев, сын Марины и Андрея
- Алина Булынко — Света Голубева, дочь Марины и Андрея
- Лия Ахеджакова — Елизавета Николаевна, мама Марины
- Владимир Меньшов — Владимир Андреевич Голубев, папа Андрея
- Михаил Козаков (озвучивание: Кирилл Козаков) — доктор Коган
- Алексей Гуськов — Эдуард Эдуардович
- Вячеслав Манучаров — Миша
- Станислав Говорухин — генерал
- Ольга Орлова — Лена, подруга Марины
- Дарья Дроздовская — Соня, подруга Марины
- Мария Зыкова — медсестра

## Съёмки
Эпизодическую роль офис-менеджера по имени Сергей Полонский сыграл сам российский предприниматель Сергей Полонский. Сцена пресс-конференции с «яйцами фаберже» снималась непосредственно в директорском кабинете Полонского, в башне «Федерация» Москва-Сити.

## Критика
«Любовь-морковь 3» получила в основном негативные отзывы критиков, критиковавшие не оригинальный сюжет и игру актёров. Фильм стал самым низкооценённым в российской трилогии. На Критиканстве третья лента получила 49/100 на основе 11 рецензий, что сделало её одним из худших фильмов этого сервиса на 2011 год.